# Cochiti

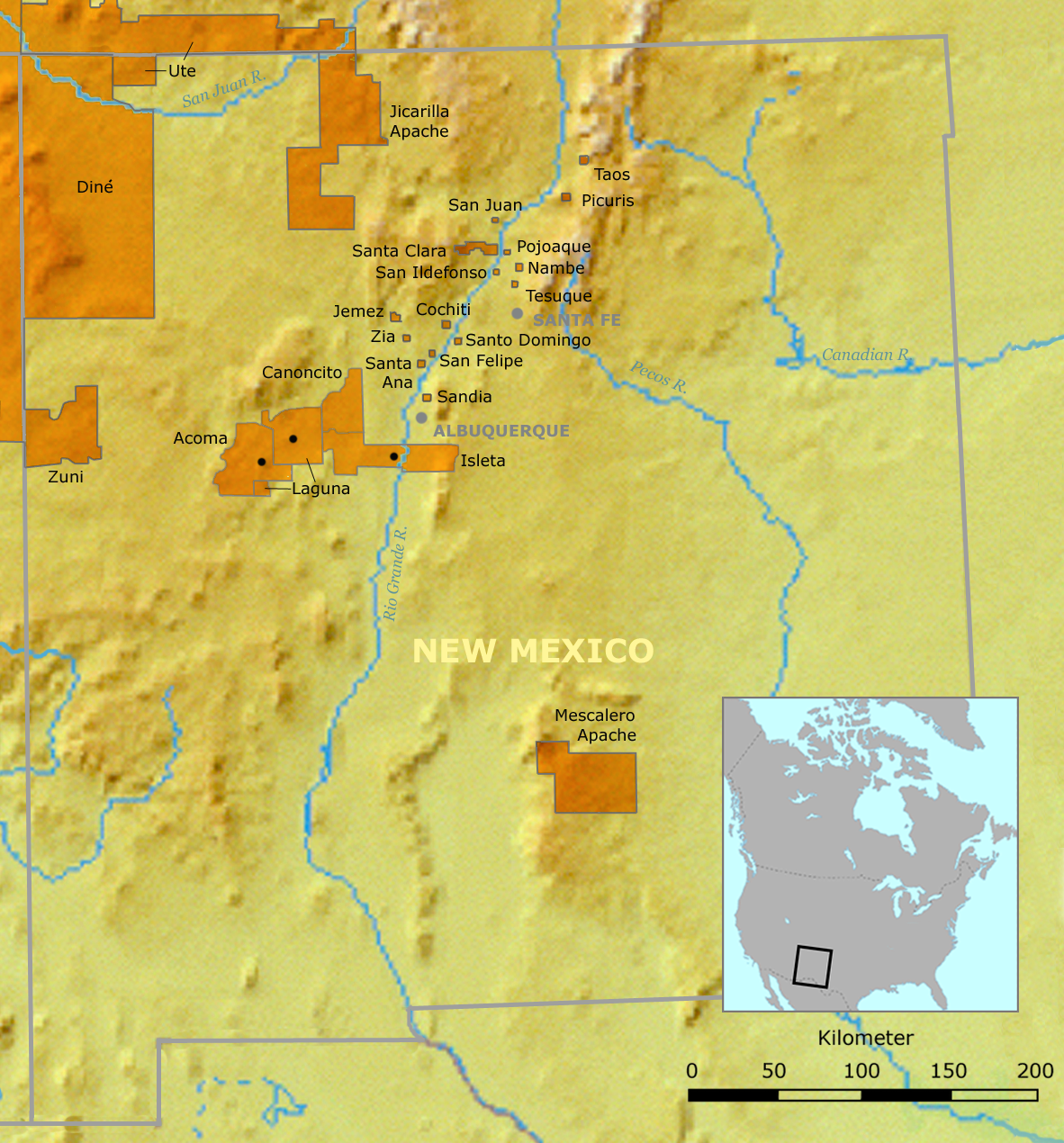
Lage des Cochiti-Pueblos, benachbarter Pueblos und Reservate in New Mexico

Die Cochiti Pueblo oder offiziell Pueblo de Cochiti (die spanische Adaption des Eigennamens Ko-tyit oder Kotyete), zählen zu den Pueblo-Völkern und sprechen Östliches Keres, das heute als Isolierte Sprache gilt. 
Der Pueblo liegt im Südwesten der USA im Tal des Rio Grande, etwa 30 km südwestlich von Santa Fe in New Mexico.

## Geschichte
Vor der Ankunft der Spanier bildeten die Cochiti Pueblo und San Felipe Pueblo ein einziges Volk. Durch Kriege mit ihren Tewa-Nachbarn kam es zur Spaltung und beide Gruppen errichteten 1250 n. Chr. getrennte Dörfer. Der heutige Pueblo Cochiti stammt aus dieser Zeit.
Juan de Oñate besuchte Cochiti im Jahre 1598. Die Mission San Buenaventura wurde dort 1628 errichtet. Obwohl sie im 18. Jahrhundert wiederaufgebaut und viele Male umfassend umgebaut wurde, enthält die heutige Kirche noch Teile des Originalbauwerks.
Die Cochiti verließen ihren Pueblo nach dem Pueblo-Aufstand von 1680 und zogen sich gemeinsam mit den ebenfalls Keres-sprachigen Kewa Pueblo (vormals Santo Domingo), San Felipe Pueblo sowie den Tano-sprachigen Taos Pueblo und Picuris Pueblo in das befestigte Dorf Cieneguilla zurück.
1692 gaben die vereinigten Aufständischen dem spanischen Befehlshaber Diego de Vargas die Zusage, friedlich in ihre Dörfer zurückzukehren. Nur die San Felipe hielten ihr Wort; die anderen entschieden sich dafür, den Widerstand fortzusetzen. Im Schutze der Dunkelheit wurden die Rebellen von de Vargas Truppen und ihren indianischen Verbündeten angegriffen. Sie zerstörten das Dorf, machten viele Gefangene und Cochiti blieb bis 1694 unbesiedelt.
Während des späten 18. und frühen 19. Jahrhunderts diente Cochiti als Zuflucht für spanische und amerikanische Kolonisten vor Raubüberfällen der Navajo und Apachen.

## Lebensweise und Kultur
Eine Folge dieser frühen Kontakte sind zahlreiche Heiraten zwischen beiden Gruppen. Sogar noch heute leben einige spanisch-amerikanische Familien im Pueblo. Heute gibt es konservative und fortschrittliche Gruppierungen in Cochiti, wobei die Konservativen die Kontrolle über die öffentlichen Angelegenheiten besitzen. Doch ernsthafte Auseinandersetzungen hat man vermeiden können und progressive Bewohner wurden veranlasst, an Diskussionen in der Ratsversammlung teilzunehmen, obwohl sie nicht an den Zeremonien beteiligt sind. Cochiti besitzt einen vollen Zeremonien-Kalender mit einer Reihe von nicht öffentlichen Kachina-Tänzen.
Bis vor kurzem war die Landwirtschaft der wichtigste Wirtschaftszweig in Cochiti. Die Farmarbeit beschränkt sich heute auf Gartenparzellen und Luzerne. Die Fertigstellung des nahegelegenen Cochiti-Staudamms im Jahr 1975 könnte neue wirtschaftliche Möglichkeiten zum Wohle des Pueblo erschließen.
Trommeln und Töpfereiwaren sind die bekanntesten Stücke aus dem Cochiti-Handwerk. Cochiti-Trommeln sind berühmt für ihre überragende Qualität und den guten Klang und sehr beliebt bei anderen Indianern. Die Bevölkerung von Cochiti betrug im ausgehenden 20. Jahrhundert etwa 1.000, davon rund 500 ständige Bewohner, die in dem ca. 107 km² großen Reservat lebten.